# Arsago Seprio

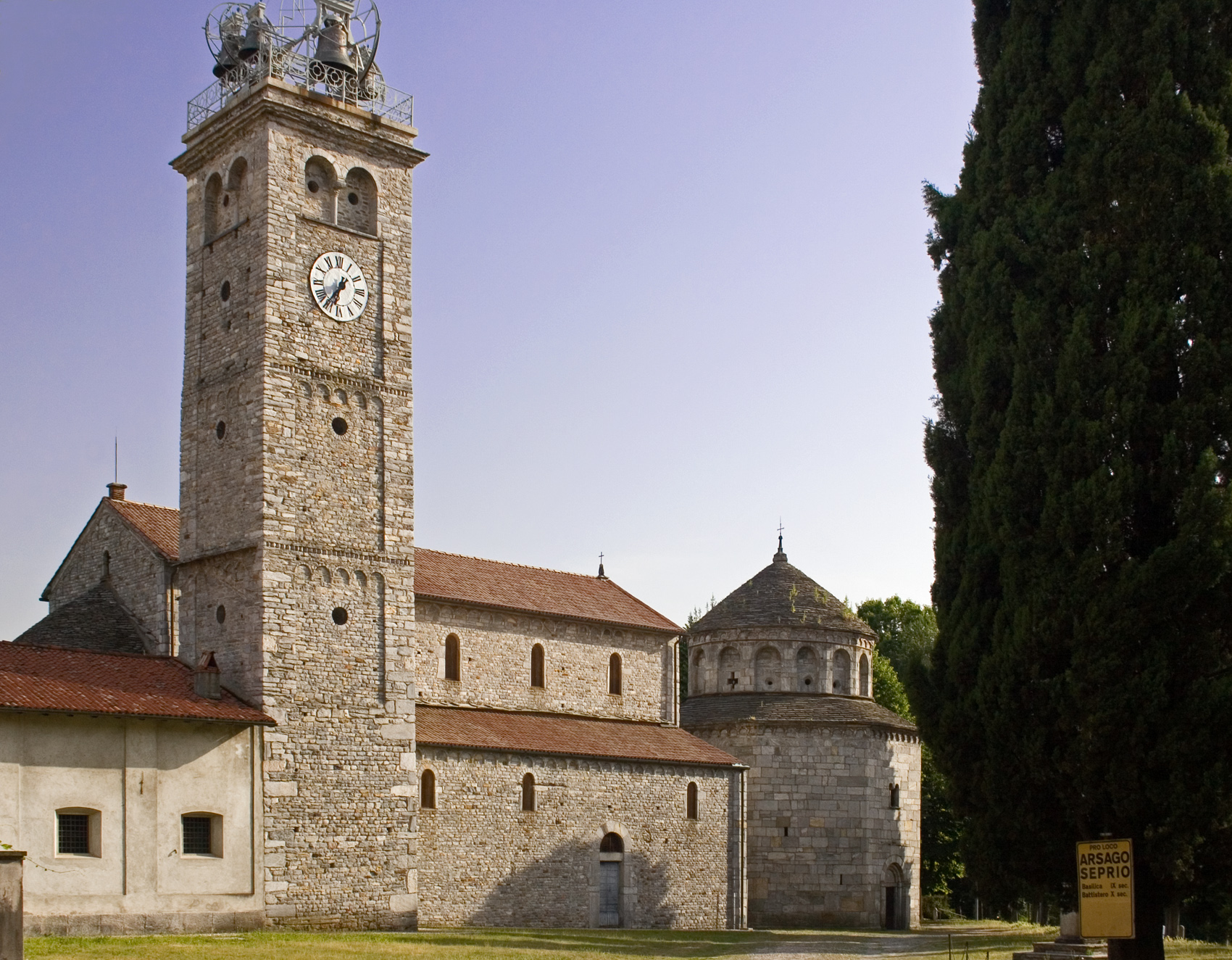
Pfarrkirche San Vittore und Baptisterium

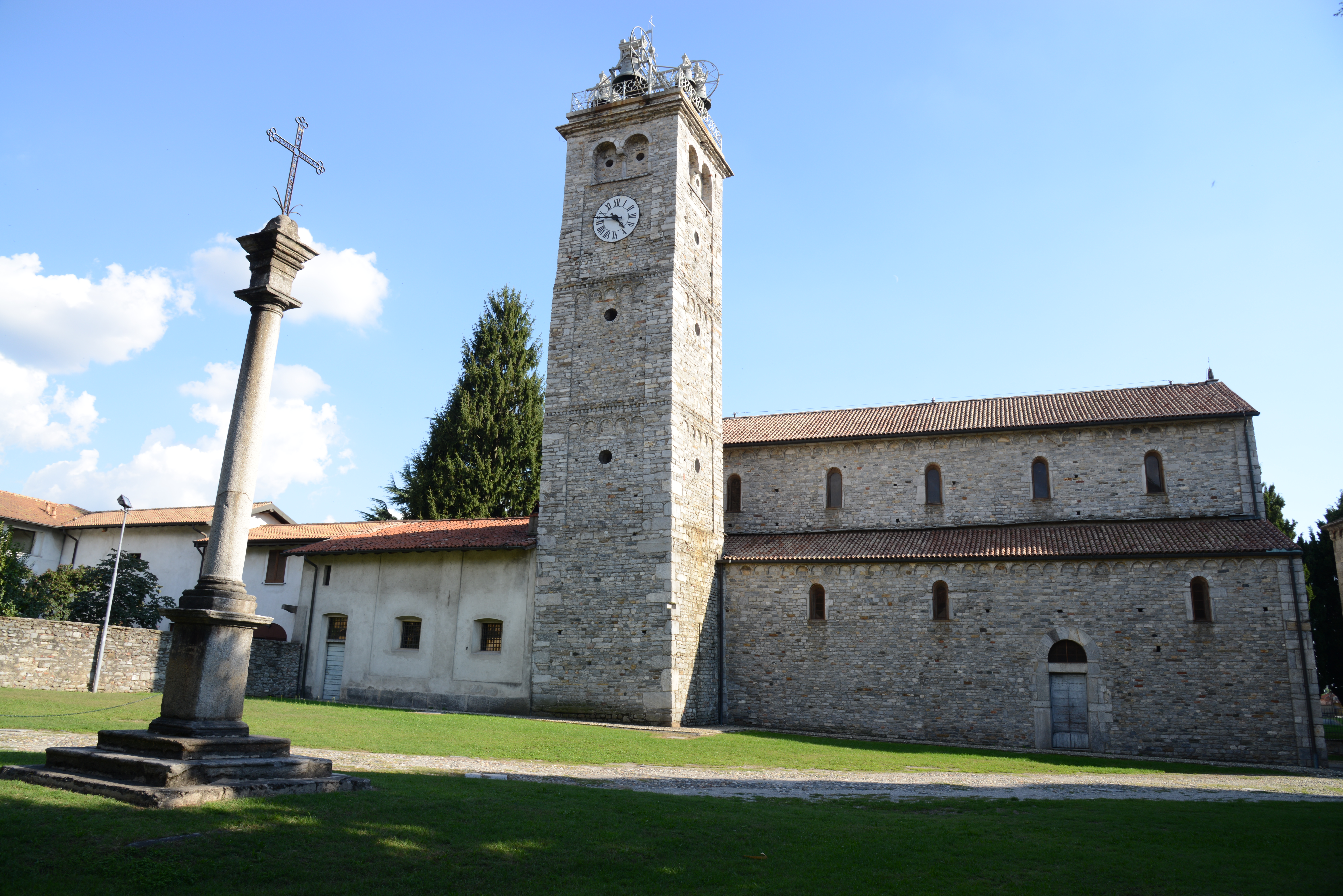
Basilica di San Vittore

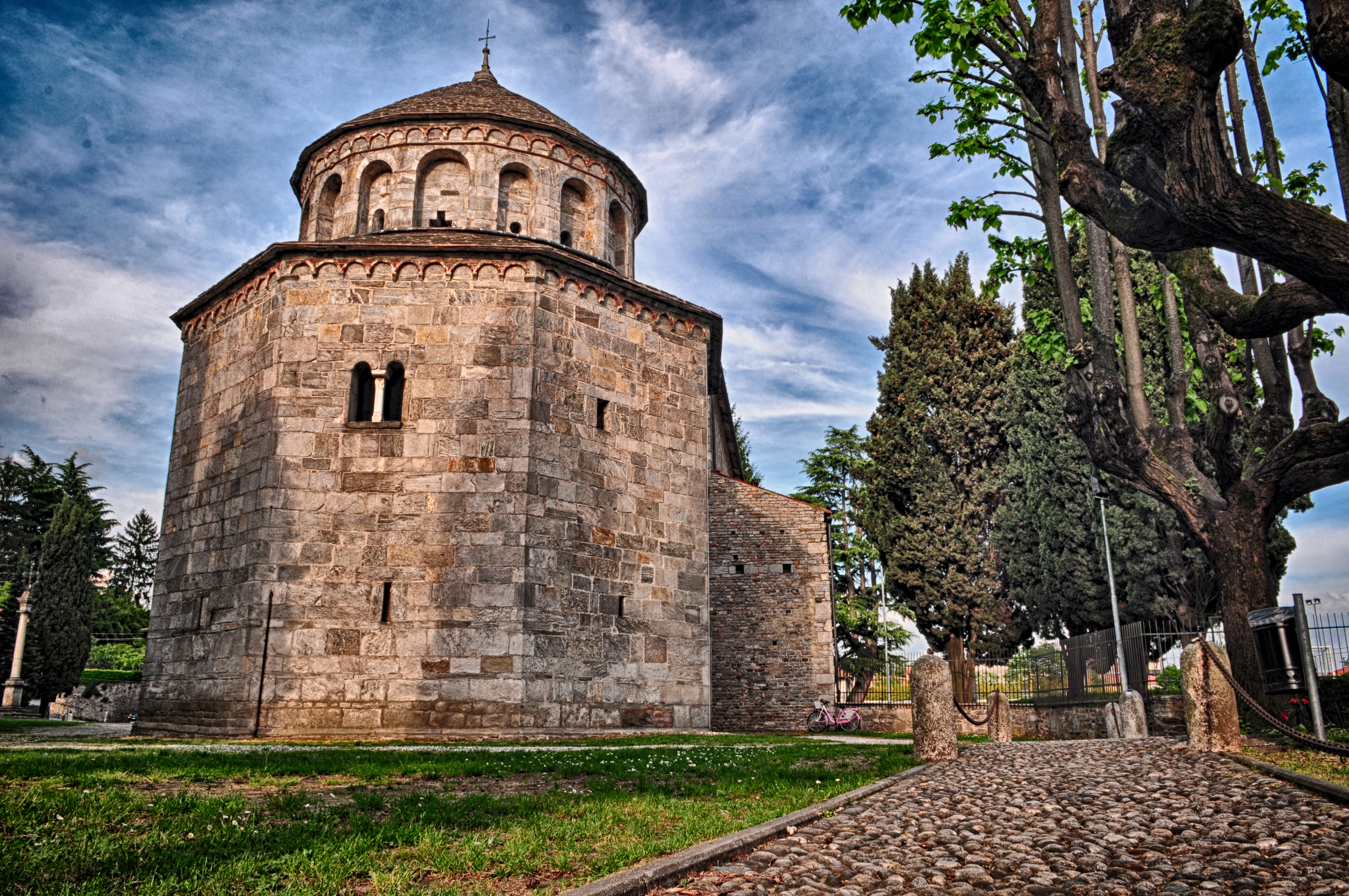
Baptisterium San Giovanni Battista in Arsago

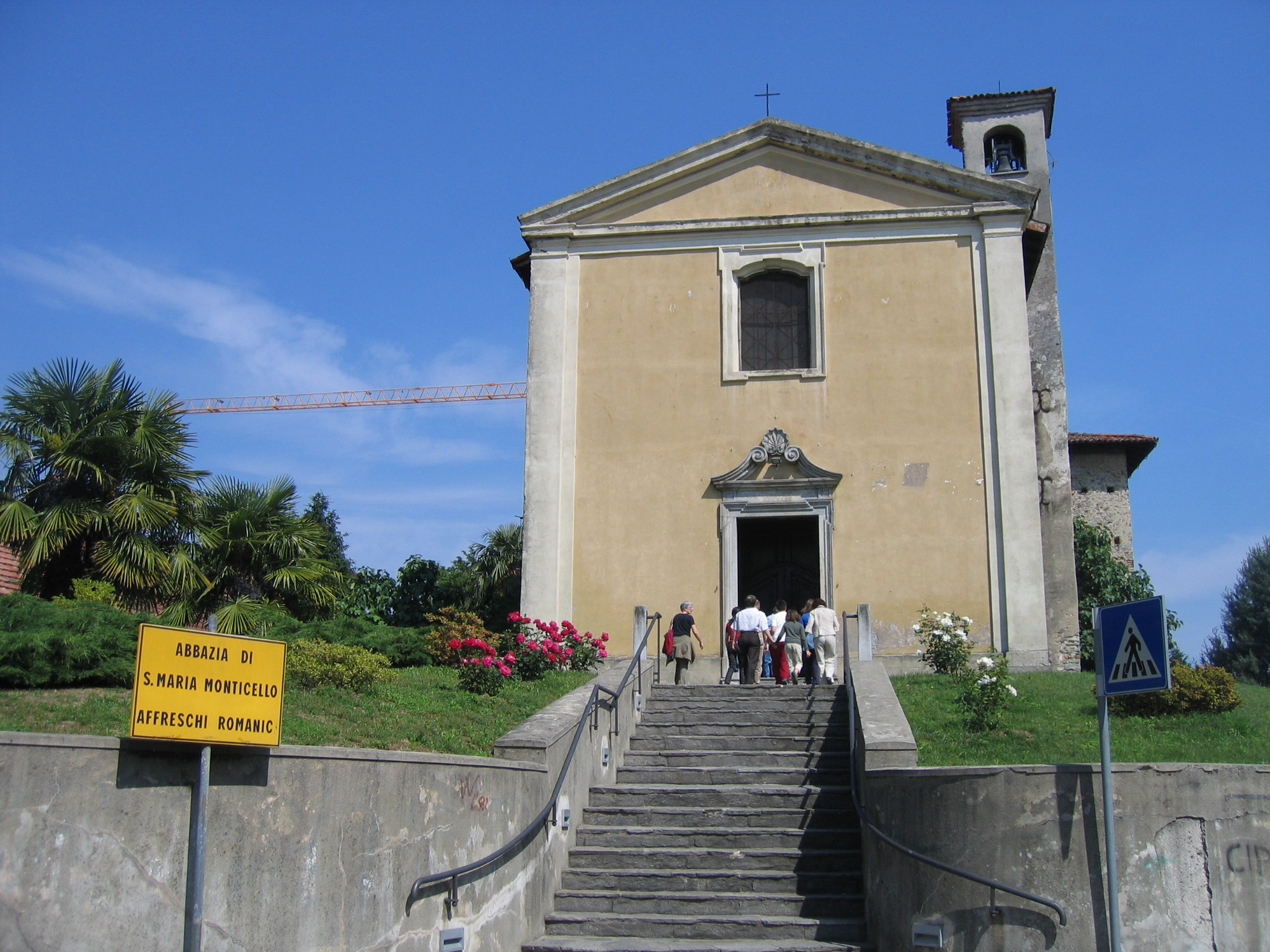
Santa Maria in Monticello

Arsago Seprio ist eine italienische Gemeinde (comune) in der Provinz Varese in der Region Lombardei.

## Geographie
Die Gemeinde liegt etwa 15,5 Kilometer südwestlich von Varese und bedeckt eine Fläche von 10,35 km². Zu Arsago Seprio gehören die Weiler Sempione und Via D’Annunzio. Arsago Seprio ist Teil des Naturparks Parco naturale lombardo della Valle del Ticino. Die Nachbargemeinden sind: Besnate, Casorate Sempione, Gallarate, Mornago, Somma Lombardo und Vergiate.

## Geschichte
Arsago, eine Ortschaft der Pieve Somma, die in den Statuten der Straßen und Gewässer des Contado di Milano erwähnt wird, gehörte zu den Gemeinden, die zur Instandhaltung der Rho-Straße beitrugen (1346). In den Registern des Estimo (Grundbuch) des Herzogtums Mailand von 1558 und den nachfolgenden Aktualisierungen im 17. und 18. Jahrhundert wurde Arsago in dieselbe Pieve aufgenommen. Nach den Antworten auf die 45 Fragen, die 1751 vom zweiten Volkszählungsrat gestellt wurden, war die Gemeinde feudalisiert, und die Lehnsherren waren der Graf von Castelbarco Visconti, der Markgraf Ermes Visconti, der Markgraf Modroni, der Graf Gian Battista Visconti und der Markgraf Gerolamo Cusani, an den keine Zahlungen geleistet wurden.
Kein Richter, weder ein königlicher noch ein feudaler, residierte im Dorf, aber die Gemeinde unterstand dem Podestà von Somma und dem königlichen Richter, dem Vikar von Seprio, der in Gallarate residierte, vor dessen Büro oder Strafbank der Konsul den gewöhnlichen Eid ablegte und dem Aktuar 2 Lire und 5 Soldi zahlte; während an die beiden Richter, den königlichen und den feudalen, keine Gebühren gezahlt wurden. Allerdings wurden 7 Lire an den Podestà oder seinen Leutnant für seine Unterstützung bei der Verteilung und 6 Lire an den Aktuar für die Entgegennahme von Beschwerden gezahlt.
Die Gemeinde hatte keinen allgemeinen Rat. Zur Festlegung der Lastenverteilung oder bei außergewöhnlichen Ereignissen wurde jedoch ein Rat auf dem öffentlichen Platz abgehalten, der durch den Klang der Glocke eingeleitet wurde, unter Beteiligung des Volkes, des Richters und der drei Konsuln und eines Superintendenten. Sowohl die Konsuln als auch der Superintendent wurden von den Grundherren gewählt und erneuert, leiteten die Verwaltung der Gemeinde und des öffentlichen Eigentums und überwachten die öffentlichen Verteilungen. Der Stadtschreiber wohnte in Gallarate und erhielt 100 Lire pro Jahr. Er war für die öffentlichen Unterlagen zuständig.

## Bevölkerung
| Bevölkerungsentwicklung | Bevölkerungsentwicklung | Bevölkerungsentwicklung | Bevölkerungsentwicklung | Bevölkerungsentwicklung | Bevölkerungsentwicklung | Bevölkerungsentwicklung | Bevölkerungsentwicklung | Bevölkerungsentwicklung | Bevölkerungsentwicklung | Bevölkerungsentwicklung | Bevölkerungsentwicklung | Bevölkerungsentwicklung | Bevölkerungsentwicklung | Bevölkerungsentwicklung | Bevölkerungsentwicklung |
| ----------------------- | ----------------------- | ----------------------- | ----------------------- | ----------------------- | ----------------------- | ----------------------- | ----------------------- | ----------------------- | ----------------------- | ----------------------- | ----------------------- | ----------------------- | ----------------------- | ----------------------- | ----------------------- |
| Jahr                    | 1751                    | 1805                    | 1809                    | 1853                    | 1871                    | 1881                    | 1901                    | 1931                    | 1951                    | 1971                    | 1991                    | 2001                    | 2011                    | 2021                    |                         |
| Einwohner               | 600                     | 653                     | *1617                   | *1022                   | 1154                    | 1260                    | 1350                    | 1348                    | 1848                    | 3047                    | 4106                    | 4509                    | 4845                    | 4765                    |                         |

- 1809 Fusion mit Casorate und Mezzana
- 1811 Fusion mit Somma Lombardo

## Verkehr
Durch das Gemeindegebiet, das etwas nördlich des Flughafens Mailand-Malpensa liegt, führt die Autostrada A8Dir von Mailand Richtung Lago Maggiore. Ebenfalls durch das Gemeindegebiet führt die Strada Statale 33 del Sempione von Mailand Richtung Schweiz.

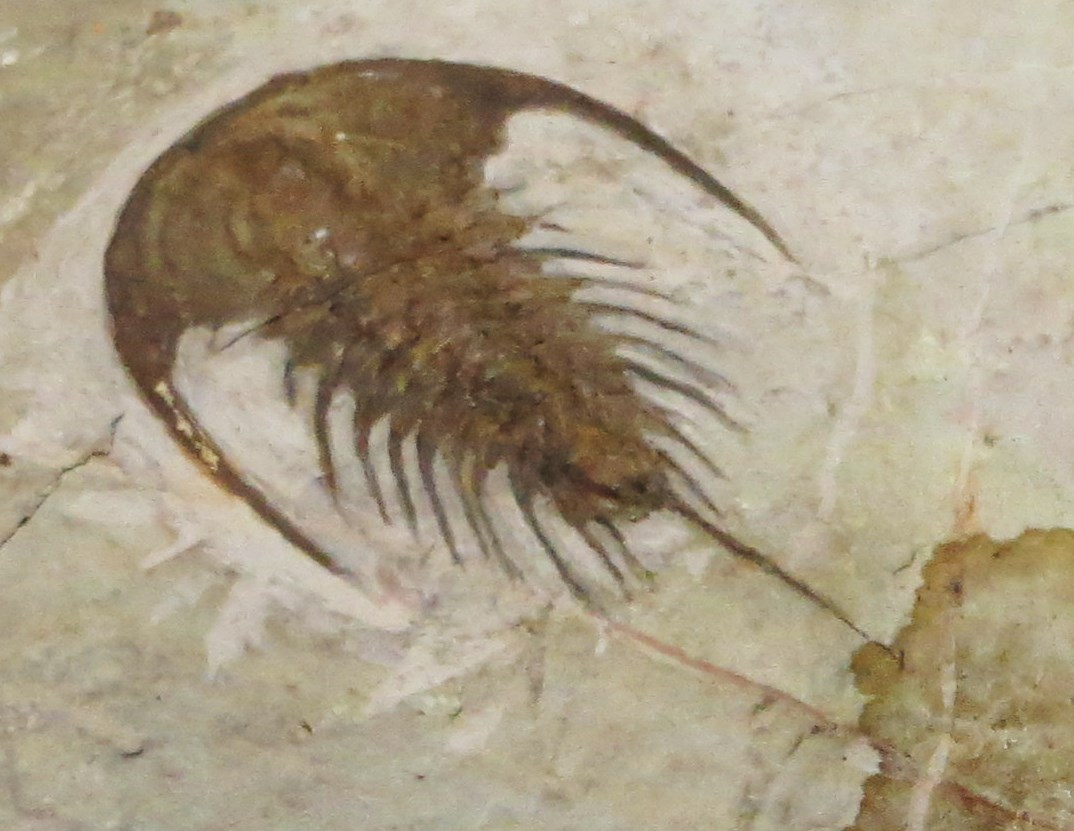
Fossil Zacanthoides typicalis

## Sehenswürdigkeiten
- Pfarrkirche San Vittore (IX Jahrhundert)[2]
- Romanische Taufkapelle (Mitte 12. Jahrhundert)[3]
- Römischer Ara steht auf dem Rasen
- Romanische Kirche Santi Cosma e Damiano
- Romanische Kirche Santa Maria in Monticello, bewahrt die Überreste romanischer Fresken und eine Milchmadonna-Ikone aus dem 16. Jahrhundert.
- Paleonthologisches Museum
- Prähistorische Funde von Golasecca